# 先進戰鬥頭盔

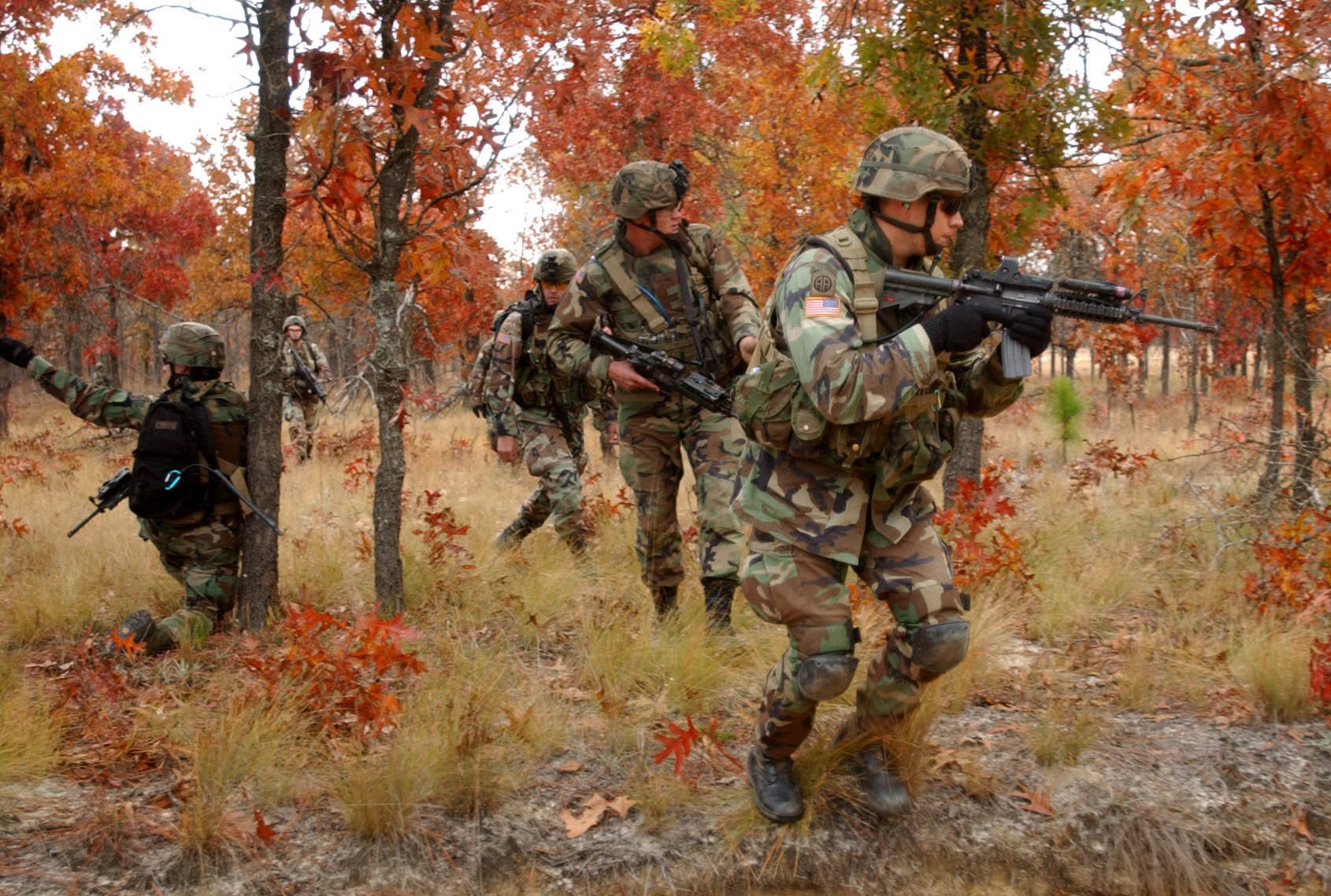
美國陸軍第82空降師士兵佩帶ACH頭盔在布拉格堡陸軍基地參加演習

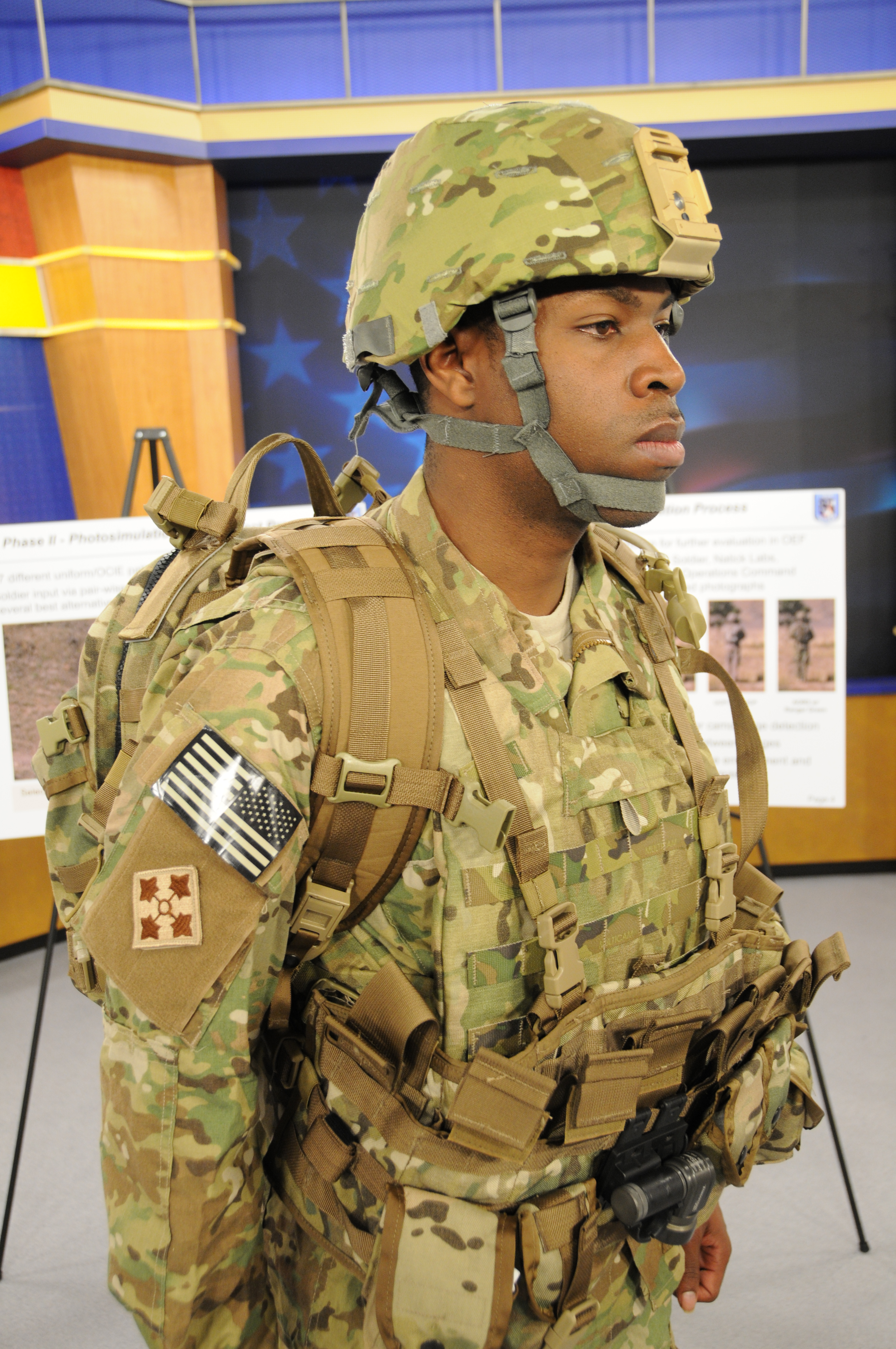
美國陸軍第4步兵師的士兵戴著多地形迷彩圖案的ACH頭盔

先進戰鬥頭盔或先進作戰頭盔（英語：Advanced Combat Helmet），簡稱ACH頭盔，是美國陸軍的現役戰鬥頭盔，由美國陸軍士兵系統中心研發為美陸軍新一代的防護盔，其設計為MICH頭盔的衍生。

## 歷史
ACH頭盔在2003年首次由美國士兵計劃執行室推出，用以取代1985年後持續使用的PASGT頭盔。
2007年時，美國陸軍引入一種後頸護墊裝置，附加在頭盔的後部位置，以防止士兵死於砲彈碎片的情形，在快速裝備計畫中預計發放43份後頸護墊裝置。
2008年早期，士兵計劃執行室將內嵌有感應器的頭盔供應給將前往伊拉克的第101空降師及美國陸軍第4步兵師各部隊，以對土製炸彈所致的頭部受傷事件蒐集相關數據，並利用這些數據改善MICH頭盔的設計。
2006年，自美國廠商ArmorSource訂購了102,000頂頭盔，其中99,000頂在合約完成後交貨。2009年5月時，該款頭盔的存貨有55,000頂，44,000頂供美國陸軍、美國海軍及美國空軍人員使用。但在2010年5月時，美國陸軍緊急回收全部44,000多頂鋼盔，因為這些鋼盔可能使用了不符軍方品管標準的缺陷材質。但事後沒有證據證明缺陷材質存在，或是製造商有不法行為。
先前在2009年5月時，由美商建泰公司出產的34,218頂ACH頭盔即因未能在極端溫度下通過彈道測試而被回收，建泰公司宣稱其分包商杜撰了螺絲零件的證明書。同年晚期，開始替ACH頭盔加上MultiCam迷彩盔套，給美軍在阿富汗的派遣部隊使用。
2011年1月13日，美國國防後勤局額外向Revision Military下定了90000頂ACH頭盔，總價2100萬美元，每頂單價233美元。
美國海軍陸戰隊在2011年與建泰公司簽約採購ACH，在2014年開始配發建泰公司生產的輕量化先進戰鬥頭盔 (Light Weight ACH)，同樣命名為輕量化頭盔(Lightweight Marine Corps Helmet)，由於採用了較新的克維拉材料，在維持與舊型ACH相同防彈能力的同時厚度變得較薄，重量因此減輕了8% ，主要配發美國海軍陸戰隊偵察營和美國海軍陸戰隊武裝偵察部隊。美國陸軍則在2016春季開始配發10.5萬頂輕量化先進戰鬥頭盔，採用由ArmorSource生產的AS-505頭盔，L號的重量相比舊型ACH減輕了10%。
美國陸軍在2017年簽約採購293870頂Revision Military生產的ACH Gen II，預計在2022年3月6號前全部交付完畢，每頂單價334美元。由於採用了新的超高分子量聚乙烯(UHMWPE)材料，在維持與舊型ACH相同防彈能力的同時，各尺寸重量平均減少22%，最多減輕了24%。
美國陸軍現有的ACH頭盔和增強型戰鬥頭盔預計會由整合頭部防護系統全面取代。而美國海軍陸戰隊則由改良增強型戰鬥頭盔的高切增強型戰鬥頭盔(High-cut ECH)取代現有的ACH頭盔、輕量化頭盔和舊型的增強型戰鬥頭盔。

## 設計
ACH頭盔使用凱夫勒及特威龍等彈道纖維作為材質。防彈能力以17格令的模擬破片的V50標準值為2200英尺/秒(670米/秒)。
2007年美國陸軍引進一種後頸護墊，附加在ACH頭盔的後部位置，以防止士兵死於砲彈碎片的情形，同時也引入了改良型外部戰術背心（IOTV）。

## 使用國
- 丹麦（特殊用途）
- 伊拉克
- 以色列
- 日本
  - 海上自衛隊
  - 海上保安廳
- 新西兰
  - 紐西蘭陸軍
- 菲律賓
- 俄羅斯
  - 聯邦安全局
- 乌克兰
- 美国
  - 美國陸軍

## 外部連結
- Combat helmet continues to evolve, step by step（页面存档备份，存于）
- Advanced Combat Helmet（页面存档备份，存于）—GlobalSecurity.org
- Advanced helmets—BodyArmorNews.com
- MICH and ACH（页面存档备份，存于）—Olivedrab.com
- US Military Taking Delivery of Advanced Combat Helmets （页面存档备份，存于）—Defense Industry Daily